# UltraDefrag
UltraDefragとはWindows対応のディスクデフラグメンテーションユーティリティである。8.0.0バージョンより前にGNU General Public Licenseライセンスで公開されていった。他にGNU GPLで公開のWindowsのみ対応のデフラグメンテーションユーティリティはJkDefragのみだった（2008年に中断された）。
2018年にUltraDefragのソースはGreen Gate Systems, LLCにライセンスされた。彼らが改良したバージョン(有料)は自動デフラグメンテーション、デフラグ前のディスククリーンアップ、ユーザー設定を行うためのグラフィカルインターフェース、ソリッドステートドライブの最適化、Windows 11および10との完全な互換性を含み、 はるかに速いと言われている。
マイクロソフトのデフラグメンテーションAPIを使用しており、Windows NT 4.0、2000、XP、Vista、7、8、8.1、10、11に対応している。そしてFAT12、FAT16、FAT32、exFAT、NTFSのファイルシステムをデフラグメントできる。

## 特徴
- 自動デフラグメンテーション
- デフラグ前の自動ディスククリーンアップ
- 個々のファイルとフォルダをデフラグメンテーション
- Windowsでロックされたファイルをデフラグメンテーション
- NTFSのファイルに添付された代替データストリームとMFTをデフラグメンテーション
- フィルタに基づく重要でないファイルのデフラグメンテーションを除外
- 指定したしきい値を上回るフラグメントを持つファイルをデフラグメンテーション
- ディスクを最適化
- 指定したタイムインターバルを経過すると自動的にデフラグメンテーションを中止
- デフラグメンテーション終了後自動的にPCを休止もしくはシャットダウン
- 多言語対応のグラフィカルインターフェイス
- エクスプローラーのコンテキストメニューで単一のファイルやフォルダをデフラグ
- コマンドラインインターフェース
- インストール不要なポータブルバージョン
- Intel Itanium対応を含めた64ビットネイティブ対応